# Calocheiridius rhodesiacus
Calocheiridius rhodesiacus är en spindeldjursart som beskrevs av Beier 1964. Calocheiridius rhodesiacus ingår i släktet Calocheiridius och familjen Olpiidae.

## Underarter
Arten delas in i följande underarter:
- C. r. fuliginosus
- C. r. rhodesiacus